# John Wattilete
John Wattilete (wł. Gerardus Johannes (John) Wattilete, ur. 1955 w Bemmel w Holandii) – piąty prezydent Republiki Południowych Moluków (od 2010 r.). Jego poprzednikiem był Frans Tutuhatunewa.